# Wereldkampioenschappen kunstschaatsen 1981
De Wereldkampioenschappen kunstschaatsen is een evenement dat georganiseerd wordt door de Internationale Schaatsunie.
Het WK toernooi van 1981 vond plaats in Hartford (Connecticut), Verenigde Staten. Het was de eerste keer dat de Wereldkampioenschappen Kunstschaatsen hier plaatsvonden. Hartford was de derde Amerikaanse gaststad na New York (1930) en Colorado Springs (1957, 1959, 1965, 1969 en 1975) waar het WK Kunstschaatsen plaatsvond.
Voor de mannen was het de 71e editie, voor de vrouwen de 61e editie, voor de paren de 59e editie, en voor de ijsdansers de 29e editie.

## Historie
De Duitse en Oostenrijkse schaatsbond, verenigd in de "Deutscher und Österreichischer Eislaufverband", organiseerden zowel het eerste EK Schaatsen voor mannen als het eerste EK Kunstrijden voor mannen in 1891 in Hamburg, Duitsland, nog voor het ISU in 1892 werd opgericht. De internationale schaatsbond nam in 1892 de organisatie van het EK Kunstrijden over. In 1895 werd besloten voortaan de Wereldkampioenschappen kunstschaatsen te organiseren en kwam het EK te vervallen. In 1896 vond de eerste editie voor de mannen plaats. Vanaf 1898 vond toch weer een herstart plaats van het EK Kunstrijden.
In 1906, tien jaar na het eerste WK voor de mannen, werd het eerste WK voor de vrouwen georganiseerd en twee jaar later, in 1908, vond het eerste WK voor de paren plaats. In 1952 werd de vierde discipline, het WK voor de ijsdansers, eraan toegevoegd.
Er werden geen kampioenschappen gehouden tijdens en direct na de Eerste Wereldoorlog (1915-1921) en tijdens en direct na de Tweede Wereldoorlog (1940-1946) en in 1961 vanwege de Sabena vlucht 548 vliegtuigramp op 15 februari op Zaventem waarbij alle passagiers, waaronder de voltallige Amerikaanse delegatie voor het WK kunstrijden op weg naar Praag, om het leven kwamen.

## Deelname
Er namen deelnemers uit een recordaantal van 25 landen deel aan deze kampioenschappen. Zij vulden 84 startplaatsen in.
België werd voor het eerst nadat Christine van der Putte in 1964 bij de vrouwen deelnam weer vertegenwoordigd bij het vrouwentoernooi, Editha Dotson was de vijfde Belgische die in het vrouwentoernooi uitkwam na Yvonne de Ligne (1929, 1931, 1932, 1933, 1936), Liliane de Becker (1952), Nicole Vanderberghe (1952) en Van der Putte. Bij het ijsdansen waren Karen Mankovich en Douglas Mankovich het eerste ijsdanspaar dat voor België op het WK Kunstschaatsen uitkwam.
Voor Nederland kwam Rudina Pasveer voor de tweede keer bij de vrouwen uit. Marianne van Bommel en Wayne Deweyert waren het vierde paar dat voor Nederland uitkwam bij het ijsdansen.
(Tussen haakjes het totaal aantal startplaatsen over de disciplines.)
| Sovjet-Unie (9) Verenigde Staten (9) Verenigd Koninkrijk (7) Canada (6) West-Duitsland (6) Japan (5) Duitse Democratische Republiek (5) | Oostenrijk (5) China (3) Australië (2) België (2) Denemarken (2) Finland (2) | Frankrijk (2) Hongarije (2) Italië (2) Joegoslavië (2) Nederland (2) Tsjecho-Slowakije (2) | Zweden (2) Zwitserland (2) Nieuw-Zeeland (1) Polen (1) Spanje (1) Zuid-Korea (1) |

## Medailleverdeling
Bij de mannen stond een geheel nieuw trio op het erepodium, dit was behalve het eerste kampioenschap in 1896 en het eerste toernooi na de Tweede Wereldoorlog in 1947 na zeven jaar onderbreking, het tweede toernooi waarop dit plaatsvond, in 1966 vond dit voor de eerste keer plaats.
Ook bij de vrouwen stond een geheel nieuw trio op het erepodium, dit was behalve het eerste kampioenschap in 1906 en het eerste toernooi na de Eerste Wereldoorlog in 1922 na zeven jaar onderbreking, het vierde toernooi waarop dit plaatsvond, in 1949, 1953 en 1977 vond dit eerder plaats. Denise Biellmann werd de eerste Zwitserse wereldkampioene bij de vrouwen, het was de tweede wereldtitel bij het kunstschaatsen voor Zwitserland, voor haar wist alleen Hans Gerschwiler, in 1947 bij de mannen, de wereldtitel te veroveren.
Bij het paarrijden veroverden Irina Vorobieva / Igor Lisovski de wereldtitel, voor Vorobieva was het haar  derde medaille, in 1976 werd ze derde en in 1977 tweede met haar toenmalige partner Alexandr Vlasov. De nummers drie van 1979, Baess / Thierbach, veroverden dit jaar de tweede plaats. Christina Riegel / Andreas Nischwitz op de derde plaats stonden voor de eerste keer op het erepodium.
Bij het ijsdansen stonden veroverde het Britse paar Jayne Torvill / Christopher Dean de wereldtitel. Het paar Irina Moiseeva / Andrei Minenkov veroverden hun zevende medaille, in 1975, 1977 werden ze wereldkampioen, in 1976, 1978 en dit jaar tweede en in 1979, 1980 derde. Natalja Bestemjanova / Andrej Boekin op de derde plaats stonden voor de eerste keer op het erepodium.
| Discipline | Goud ·                           | Zilver ·                         | Brons ·                              |
| ---------- | -------------------------------- | -------------------------------- | ------------------------------------ |
| Mannen     | Scott Hamilton                   | David Santee                     | Igor Bobrin                          |
| Vrouwen    | Denise Biellmann                 | Elaine Zayak                     | Claudia Kristofics-Binder            |
| Paren      | Irina Vorobieva / Igor Lisovski  | Sabine Baess / Tassilo Thierbach | Christina Riegel / Andreas Nischwitz |
| IJsdansen  | Jayne Torvill / Christopher Dean | Irina Moiseeva / Andrei Minenkov | Natalja Bestemjanova / Andrej Boekin |

## Uitslagen

### Mannen / Vrouwen
| Goud   | Scott Hamilton         | Vlag van Verenigde Staten               |        |
| Zilver | David Santee           | Vlag van Verenigde Staten               |        |
| Brons  | Igor Bobrin            | Vlag van Sovjet-Unie                    |        |
| 4      | Fumio Igarashi         | Vlag van Japan                          |        |
| 5      | Jean-Christophe Simond | Vlag van Frankrijk                      |        |
| 6      | Brian Orser            | Vlag van Canada                         |        |
| 7      | Norbert Schramm        | Vlag van Duitsland                      |        |
| 8      | Brian Pockar           | Vlag van Canada                         |        |
| 9      | Vladimir Kotin         | Vlag van Sovjet-Unie                    |        |
| 10     | Robert Wagenhoffer     | Vlag van Verenigde Staten               |        |
| 11     | Grzegorz Filipowski    | Vlag van Polen                          |        |
| 12     | Jozef Sabovcik         | Vlag van Tsjechië                       |        |
| 13     | Falko Kirsten          | Vlag van Duitse Democratische Republiek |        |
| 14     | Thomas Oberg           | Vlag van Zweden                         |        |
| 15     | Takashi Mura           | Vlag van Japan                          |        |
| 16     | Bruno Watschinger      | Vlag van Oostenrijk                     |        |
| 17     | Christopher Howarth    | Vlag van Verenigd Koninkrijk            |        |
| 18     | Michael Pasfield       | Vlag van Australië                      |        |
| 19     | Todd Sand              | Vlag van Denemarken                     |        |
| 20     | Zhaoxiao Xu            | Vlag van China                          |        |
| -      | Miljan Begovic         | Vlag van Joegoslavië (1943-1992)        | t.z.t. |

| Goud   | Denise Biellmann          | Vlag van Zwitserland                          |  |
| Zilver | Elaine Zayak              | Vlag van Verenigde Staten                     |  |
| Brons  | Claudia Kristofics-Binder | Vlag van Oostenrijk                           |  |
| 4      | Deborah Cottrill          | Vlag van Verenigd Koninkrijk                  |  |
| 5      | Katarina Witt             | Vlag van Duitse Democratische Republiek       |  |
| 6      | Kristiina Wegelius        | Vlag van Finland                              |  |
| 7      | Priscilla Hill            | Vlag van Verenigde Staten                     |  |
| 8      | Carola Paul               | Vlag van Duitse Democratische Republiek       |  |
| 9      | Karin Riediger            | Vlag van Duitsland                            |  |
| 10     | Tracey Wainman            | Vlag van Canada                               |  |
| 11     | Sanda Dubravcic           | Vlag van Joegoslavië (1943-1992)              |  |
| 12     | Kira Ivanova              | Vlag van Sovjet-Unie                          |  |
| 13     | Manuela Ruben             | Vlag van Duitsland                            |  |
| 14     | Anne-Sophie de Kristoffy  | Vlag van Frankrijk                            |  |
| 15     | Karen Wood                | Vlag van Verenigd Koninkrijk                  |  |
| 16     | Andrea Rohm               | Vlag van Oostenrijk                           |  |
| 17     | Reiko Kobayashi           | Vlag van Japan                                |  |
| 18     | Catarina Lindgren         | Vlag van Zweden                               |  |
| 19     | Corinne Wyrsch            | Vlag van Polen                                |  |
| 20     | Sonja Stanek              | Vlag van Oostenrijk                           |  |
| 21     | Masako Kato               | Vlag van Japan                                |  |
| 22     | Editha Dotson             | Vlag van België                               |  |
| 23     | Paivi Nieminen            | Vlag van Finland                              |  |
| 24     | Vicki Holland             | Vlag van Australië                            |  |
| 25     | Rudina Pasveer            | Vlag van Nederland                            |  |
| 26     | Lisa Coppola              | Vlag van Italië                               |  |
| 27     | Hanne Gamborg             | Vlag van Denemarken                           |  |
| 28     | Lim Hye-kyung             | Vlag van Zuid-Korea                           |  |
| 29     | Rosario Esteban           | Vlag van Spanje (21 jan. 1977 - 18 dec. 1981) |  |
| 30     | Denyse Adam               | Vlag van Nieuw-Zeeland                        |  |
| 31     | Bao Zhenghua              | Vlag van China                                |  |

### Paren / IJsdansen
| Goud   | Irina Vorobieva Igor Lisovski       | Vlag van Sovjet-Unie                    |  |
| Zilver | Sabine Baess Tassilo Thierbach      | Vlag van Duitse Democratische Republiek |  |
| Brons  | Christina Riegel Andreas Nischwitz  | Vlag van Duitsland                      |  |
| 4      | Marina Cherkasova Sergei Shakhrai   | Vlag van Sovjet-Unie                    |  |
| 5      | Caitlin Carruthers Peter Carruthers | Vlag van Verenigde Staten               |  |
| 6      | Veronika Pershina Marat Akbarov     | Vlag van Sovjet-Unie                    |  |
| 7      | Barbara Underhill Paul Martini      | Vlag van Canada                         |  |
| 8      | Susan Garland Robert Daw            | Vlag van Verenigd Koninkrijk            |  |
| 9      | Birgit Lorenz Knut Schubert         | Vlag van Duitse Democratische Republiek |  |
| 10     | Lea Ann Miller William Fauver       | Vlag van Verenigde Staten               |  |
| 11     | Bo Luan Bin Yao                     | Vlag van China                          |  |

| Goud   | Jayne Torvill Christopher Dean     | Vlag van Verenigd Koninkrijk |  |
| Zilver | Irina Moiseeva Andrei Minenkov     | Vlag van Sovjet-Unie         |  |
| Brons  | Natalja Bestemjanova Andrej Boekin | Vlag van Sovjet-Unie         |  |
| 4      | Judy Blumberg Michael Seibert      | Vlag van Verenigde Staten    |  |
| 5      | Olga Volozhinskaya Alexandr Svinin | Vlag van Sovjet-Unie         |  |
| 6      | Carol Fox Richard Dalley           | Vlag van Verenigde Staten    |  |
| 7      | Karen Barber Nicholas Slater       | Vlag van Verenigd Koninkrijk |  |
| 8      | Nathalie Herve Pierre Bechu        | Vlag van Frankrijk           |  |
| 9      | Jana Berankova Jan Bartak          | Vlag van Tsjechië            |  |
| 10     | Birgit Goller Peter Klisch         | Vlag van Duitsland           |  |
| 11     | Wendy Sessions Stephen Williams    | Vlag van Verenigd Koninkrijk |  |
| 12     | Kelly Johnson Kris Barber          | Vlag van Canada              |  |
| 13     | Marie McNeil Robert McCall         | Vlag van Canada              |  |
| 14     | Judit Peterfy Csaba Balint         | Vlag van Hongarije           |  |
| 15     | Elisabetta Parisi Robert Pelizzola | Vlag van Italië              |  |
| 16     | Noriko Sato Tadayuki Takahashi     | Vlag van Japan               |  |
| 17     | Gabriella Remport Sandor Nagy      | Vlag van Hongarije           |  |
| 18     | Maria Kniffer Manfred Hubler       | Vlag van Oostenrijk          |  |
| 19     | Karen Mankovich Douglas Mankovich  | Vlag van België              |  |
| 20     | Marianne van Bommel Wayne Deweyert | Vlag van Nederland           |  |
| 21     | Petra Born Rainer Schonborn        | Vlag van Duitsland           |  |